# Cliffortia ovalis
Cliffortia ovalis är en rosväxtart som beskrevs av August Henning Weimarck. Cliffortia ovalis ingår i släktet Cliffortia och familjen rosväxter. Inga underarter finns listade i Catalogue of Life.